# Cortinarius caryotis
Cortinarius caryotis är en svampart som beskrevs av Soop 2001. Cortinarius caryotis ingår i släktet Cortinarius och familjen spindlingar.   Inga underarter finns listade i Catalogue of Life.